# Extremitat
Anomenem extremitats als òrgans externs, generalment articulats, que la majoria dels animals empren com a mitjà de locomoció. Vulgarment, anomenem potes a les dels animals no humans.
Les extremitats es poden dividir en superiors (braços) i inferiors (cames) en el cas dels animals bípedes, com els humans, i en anteriors i posteriors en el cas dels quadrúpedes, com els gossos o els gats.